# 레위니옹따오기
레위니옹따오기(학명: Threskiornis solitarius)는 사다새목 저어새과 따오기아과에 속한 새이다.